# Wallaciia
Wallaciia ist eine südamerikanische Buntbarschgattung aus der Gattungsgruppe Geophagini. Die Gattung wurde erst Mitte 2023 durch vier südamerikanische Ichthyologen und ihrem schwedischen Kollegen S. O. Kullander neu eingeführt und zu Ehren des britischen Naturforschers Alfred Russel Wallace benannt. Vorher gehörten die seitdem in Wallaciia gestellten Arten zur Gattung Crenicichla und bildeten dort die Crenicichla wallacii-Artengruppe. Die Gattung Wallaciia kommt im Amazonasbecken vom Rio Madeira bis zum Rio Tocantins vor, fehlt aber westlich von San Antônio do Içá bzw. der Mündung des Río Putumayo in den Amazonas. Außerdem findet man die Gattung in den Einzugsgebieten des Orinocos und des Essequibos.

## Merkmale
Wie alle Hechtbuntbarsche haben die Wallaciia-Arten einen hechtartig langgestreckten Körper. Die Anzahl der Wirbel ist hoch und es sind mehr Rumpf- als Schwanzwirbel vorhanden, während es bei den meisten anderen Buntbarschgattungen umgekehrt ist. Wallaciia-Arten sind relativ kleine Hechtbuntbarsche und erreichen eine Standardlänge von 5,2 bis 8,5 Zentimeter. Mit der Ausnahmen von Wallaciia heckeli ist der hintere Rand des Supracleithrums, ein Knochen im Schultergürtel, gesägt. Der Hinterrand des Präoperculums ist ebenfalls gesägt, die Zacken sind stachelartig ausgebildet. Die Brustflosse wird von 13 bis 14 Flossenstrahlen gestützt. Die Beschuppung vor der Rückenflosse ist reduziert. Die Bauchflossen sind abgerundet, wobei der zweite Flossenstrahl der längste ist. Mit einem Orbitadurchmesser von 7,8 bis 12,6 % der Standardlänge sind die Augen relativ groß. Im Unterschied zur Gattung Saxatilia fehlt bei Wallaciia der dunkle Fleck oberhalb des Brustflossenansatzes.

## Arten
Zur Gattung Wallaciia gehören die folgenden Arten:
- Wallaciia anamiri (Ito & Rapp Py-Daniel, 2015)

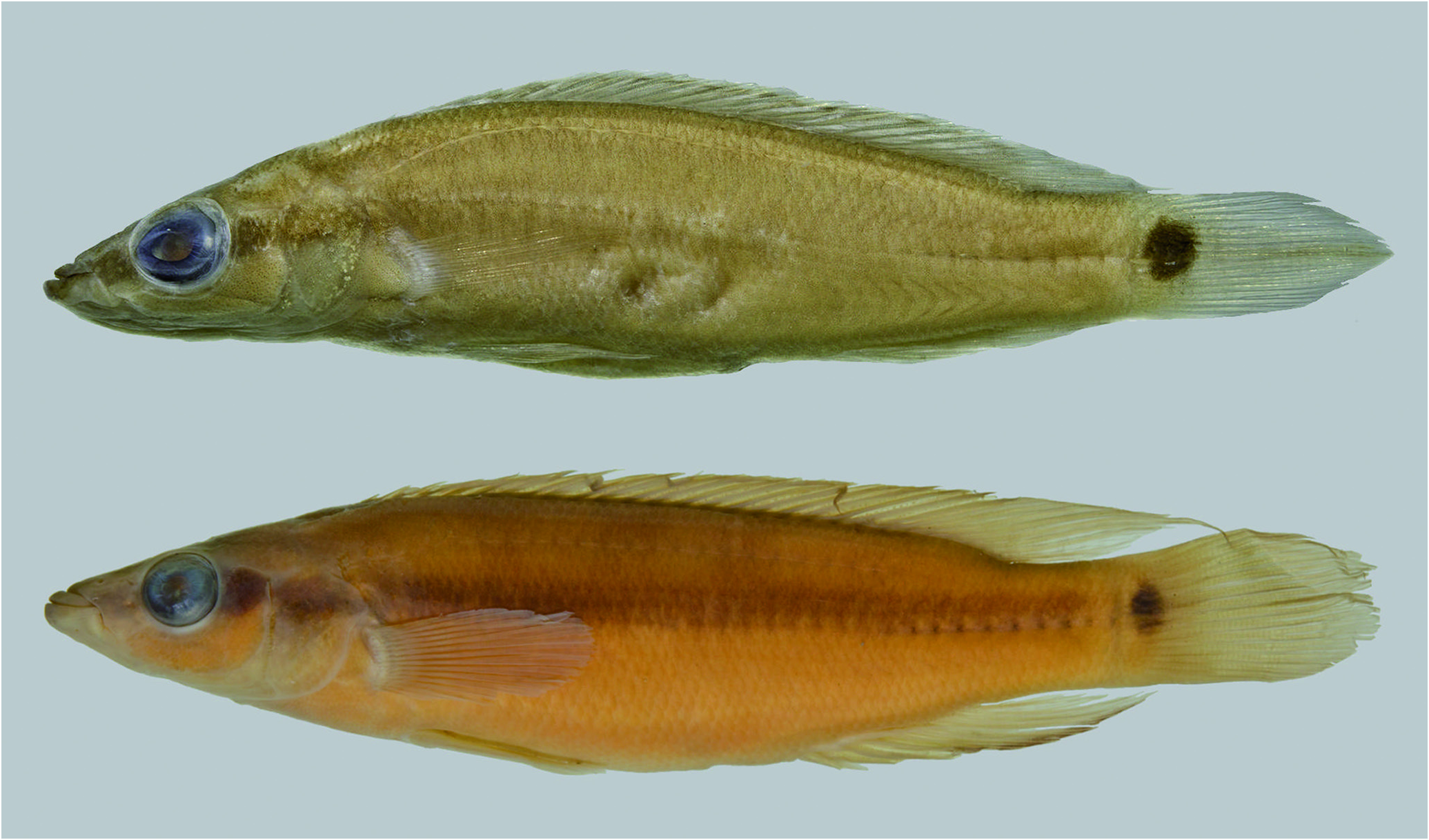
Wallaciia urosema und W. virgatula, Feuchtpräparate

- Wallaciia compressiceps (Ploeg, 1986)
- Wallaciia heckeli (Ploeg, 1989)
- Wallaciia notophthalmus (Regan, 1913)
- Wallaciia regani (Ploeg, 1989)
- Wallaciia urosema (Kullander, 1990)
- Wallaciia virgatula (Ploeg, 1991)
- Wallaciia wallacii (Regan, 1905)